# Приближение Борна — Оппенгеймера
Приближе́ние Бо́рна — Оппенге́ймера — вариация адиабатического приближения уравнения Шрёдингера в квантовой механике, метод анализа молекулярных систем, заключающийся в том, что в системе выделяют и раздельно описывают ядра атомов и электроны, для которых характерные времена изменения состояния сильно различаются.
Масса ядра значительно превышает массу электрона, вследствие чего скорость движения ядер мала по отношению к скорости движения электронов. В результате медленно движущиеся ядра образуют электростатическое поле, в котором с намного большей скоростью движутся электроны, успевающие мгновенно подстроиться к любому изменению координат ядер. Поэтому в приближении считают ядра фиксированными и рассматривают только движение электронов. На языке квантовой механики это эквивалентно допущению, что полная волновая функция молекулы может быть выражена в виде произведения электронной и ядерной функций:
| {\displaystyle \Psi (r,R)=\Psi _{\text{ el}}(r,R)\times \Psi _{\text{ nuc}}(R),} | (1) |

где {\displaystyle r} — координаты электронов, а {\displaystyle R} — ядер. Приближение Борна — Оппенгеймера является существенным для квантовой химии. В этом приближении полная энергия молекулы представляет собой сумму электронной энергии, вычисленной при фиксированной конфигурации ядер, и колебательно-вращательной энергии ядер:
| {\displaystyle E=E_{\text{el}}+E_{\text{nuc}}} | (2) |

## Обоснование применимости
Уравнение Шрёдингера для молекулы с N ядрами и n электронами и волновой функцией приближения имеет вид
| {\displaystyle \left(-{\frac {\hbar ^{2}}{2}}\times \sum _{\alpha =1}^{N}{{\frac {1}{M_{\alpha }}}{\triangledown _{\alpha }^{2}}}-{\frac {\hbar ^{2}}{2m_{e}}}\times \sum _{i=1}^{n}{\triangledown _{i}^{2}}+{V_{\text{nuc,nuc}}}+{V_{\text{nuc,el}}}+{V_{\text{el,el}}}\right)\times } {\displaystyle \ \times \Psi _{\text{el}}(r,R)\times \Psi _{\text{nuc}}(R)=E\times \Psi _{\text{el}}(r,R)\times \Psi _{\text{nuc}}(R),} | (3) |

где {\displaystyle \hbar } — постоянная Дирака ({\displaystyle h/2\pi }); 
{\displaystyle V_{\text{nuc,nuc}}} — энергия отталкивания ядер;
{\displaystyle V_{\text{nuc,el}}} — энергия притяжения электронов к ядрам;
{\displaystyle V_{\text{el,el}}} — энергия отталкивания электронов.
{\displaystyle -{\frac {\hbar ^{2}}{2m_{e}}}\times \sum _{i=1}^{n}{\triangledown _{i}^{2}}+{V_{\text{nuc,nuc}}}+{V_{\text{nuc,el}}}+{V_{\text{el,el}}}=H_{\text{el}}.}
{\displaystyle -{\frac {\hbar ^{2}}{2}}\times \sum _{\alpha =1}^{N}{{\frac {1}{M_{\alpha }}}{\triangledown _{\alpha }^{2}}}=H_{\text{nuc}}.}
Электронная функция {\displaystyle \Psi _{\text{el}}(r,R)} определяется как собственная функция оператора {\displaystyle H_{\text{el}}}:
| {\displaystyle H_{\text{el}}\Psi _{\text{el}}(r,R)=E_{\text{el}}\Psi _{\text{el}}(r,R),} | (4) |

где {\displaystyle E_{\text{el}}} — электронная энергия, обусловленная движением n электронов в поле N ядер молекулы, плюс энергия взаимодействия между ядрами {\displaystyle V_{\text{nuc,nuc}}}. Величину {\displaystyle E_{\text{el}}} называют адиабатическим электронным термом молекулы или адиабатическим потенциалом.
Учитывая, что
{\displaystyle \triangledown _{\alpha }^{2}\Psi _{\text{el}}\Psi _{\text{nuc}}=\Psi _{\text{el}}\triangledown _{\alpha }^{2}\Psi _{\text{nuc}}+2\triangledown _{\alpha }\Psi _{\text{el}}\triangledown _{\alpha }\Psi _{\text{nuc}}+\Psi _{\text{nuc}}\triangledown _{\alpha }^{2}\Psi _{\text{el}}};
{\displaystyle \triangledown _{i}^{2}\Psi _{\text{el}}\Psi _{\text{nuc}}=\Psi _{\text{nuc}}\triangledown _{i}^{2}\Psi _{\text{el}},}
уравнение (3) приобретает вид:
| {\displaystyle \left(-\hbar ^{2}\times \sum _{\alpha =1}^{N}{{\frac {1}{M_{\alpha }}}\triangledown _{\alpha }\Psi _{\text{el}}\triangledown _{\alpha }\Psi _{\text{nuc}}}-{\frac {\hbar ^{2}}{2}}\times \sum _{\alpha =1}^{N}{{\frac {1}{M_{\alpha }}}\Psi _{\text{nuc}}\triangledown _{\alpha }^{2}\Psi _{\text{el}}}\right)-} {\displaystyle -{\frac {\hbar ^{2}}{2}}\Psi _{\text{el}}\times \sum _{\alpha =1}^{N}{{\frac {1}{M_{\alpha }}}\triangledown _{\alpha }^{2}\Psi _{\text{nuc}}}-{\frac {\hbar ^{2}}{2m_{e}}}\Psi _{\text{nuc}}\sum _{i=1}^{n}{\triangledown _{i}^{2}\Psi _{\text{el}}}+} {\displaystyle \ +({V_{\text{nuc,nuc}}}+{V_{\text{nuc,el}}}+{V_{\text{el,el}}})\times \Psi _{\text{el}}\Psi _{\text{nuc}}=E\Psi _{\text{el}}\Psi _{\text{nuc}}} | (5) |

Пренебрегая выражением в первых круглых скобках, получаем уравнение:
{\displaystyle -{\frac {\hbar ^{2}}{2}}\Psi _{\text{el}}\times \sum _{\alpha =1}^{N}{{\frac {1}{M_{\alpha }}}\triangledown _{\alpha }^{2}\Psi _{\text{nuc}}}+\Psi _{\text{nuc}}E_{\text{el}}\Psi _{\text{el}}-E\Psi _{\text{el}}\Psi _{\text{nuc}}=0.}
Разделив все члены этого уравнения на {\displaystyle \Psi _{\text{el}}} и принимая во внимание (4), получаем уравнение для определения {\displaystyle \Psi _{\text{nuc}}}:
{\displaystyle (H_{\text{nuc}}+E_{\text{el}})\Psi _{\text{nuc}}=E_{\text{nuc}}\Psi _{\text{nuc}}}.
Пренебрежение скобками в уравнении (5) означает, что электронная волновая функция {\displaystyle \Psi _{\text{el}}} должна быть настолько медленно меняющейся функцией ядерных координат R, что можно пренебречь её первой и второй производными по этим координатам. М. Борн и Р. Оппенгеймер в 1927 году впервые показали, что электронные волновые функции обычно подчиняются этому условию с требуемой степенью точности.
Для случая устойчивых многоатомных молекул существует простой критерий применимости приближения Борна — Оппенгеймера:
| {\displaystyle {\frac {h\nu }{E_{n}^{\text{el}}-E_{m}^{\text{el}}}}\ll 1}, | (6) |

где {\displaystyle \nu } — наибольшая из частот малых колебаний ядер вблизи точки равновесия, {\displaystyle E_{n}^{\text{el}}} и {\displaystyle E_{m}^{\text{el}}} — энергии двух соседних электронных состояний. Критерий (6) обычно выполняется для многих молекул, вследствие этого расчеты физических характеристик молекул, основанные на приближении Борна — Оппенгеймера, позволяют получить данные, хорошо согласующиеся с экспериментальными результатами. Ошибка, вносимая при использовании такого приближения, намного меньше ошибок, вносимых другими приближениями. Это позволяет ограничиваться решением только одного электронного уравнения (4). Поправки для возбужденных электронных состояний значительнее, но обычно ими также можно пренебречь по сравнению с неточностями, обусловленными приближенным решением электронного уравнения Шрёдингера (4).